# Alfa Romeo 185T
Der Alfa Romeo 185T (auch Euroracing 185T) war ein Formel-1-Rennwagen, den das italienische Team Euroracing zu einigen Rennen der Saison 1985 an den Start brachte. Gemeldet wurde er für das Benetton Team Alfa Romeo. Der 185T war das letzte Fahrzeug, das unter dem Markennamen Alfa Romeo in der Formel 1 erschien. Er war in sportlicher Hinsicht erfolglos: Das Team erreichte mit ihm keine Weltmeisterschaftspunkte. Nach acht Rennen ersetzte Euroracing ihn durch den wieder aktivierten Vorgänger Alfa Romeo 184T.

## Hintergrund
Der italienische Staatskonzern Alfa Romeo war seit 1976 als Motorenlieferant für das Brabham-Team in der Formel 1 engagiert. Seit 1979 unterhielt Alfa Romeo darüber hinaus ein Werksteam, das bis 1982 vom Tochterunternehmen Autodelta und ab 1983 von dem selbstständigen Mailänder Team Euroracing geleitet wurde. Euroracing konstruierte ab 1983 eigenverantwortlich die Einsatzfahrzeuge, während Autodelta für die Entwicklung der Motoren zuständig war. Seit 1983 setzte das Team einen unter der Leitung von Carlo Chiti entwickelten eigenen Turbomotor vom Typ Alfa Romeo 890T ein, der seinen Fahrern in seinem Debütjahr zwei zweite Plätze und insgesamt 18 Weltmeisterschaftspunkte einbrachte. 1984 war weniger erfolgreich: Der kaum weiterentwickelte Motor war im Vergleich zu den moderneren Triebwerken von BMW oder Porsche nur noch begrenzt konkurrenzfähig und erwies sich als unzuverlässig. Der hohe Verbrauch des Achtzylinders zwang 1984 zu einer Begrenzung des Ladedrucks, die eine Leistungsreduzierung zur Folge hatte.
Für die Saison 1985, in der mittlerweile jedes Team Turbomotoren einsetzte, entwickelte Euroracing mit dem 185T ein neues Chassis. Doch die Kombination aus Chassis und der von Autodelta überarbeiteten Version des 890T-Motors erwies sich als nicht erfolgreich.

## Technik

### Chassis
Als verantwortlicher Konstrukteur des 185T wird zumeist der britische Ingenieur John Gentry genannt. Gentry arbeitete allerdings nur zwei Monate für Euroracing: Im November und Dezember 1984 konzipierte er die Grundlagen für den 185T; danach verließ er das Mailänder Team. Die Detailentwicklung des neuen Autos übernahmen daraufhin die Euroracing-Ingenieure Mario Tollentino und Bruno Zava.
In technischer Hinsicht war der 185T eine Evolution des Vorgängermodells, das seinerseits auf den von Gérard Ducarouge entwickelten 183T von 1983 zurückging. Die wesentlichsten Änderungen des 185T gegenüber dem 184T betrafen die Aufhängung und das Monocoque:
Während an den Vorderrädern die Doppelquerlenkeraufhängung des 184T mit Zugstreben unverändert übernommen wurde, konzipierte Gentry für die Hinterachse des 185T ein neues System, bei dem die quer zur Fahrtrichtung über dem Differenzial liegenden Feder-Dämpfer-Einheiten über Schubstangen betätigt wurden.
Gentry gestaltete für den 185T ein neues Monocoque aus kohlenstofffaserverstärktem Kunststoff, das flacher und niedriger war als das des Vorgängers. Anders als im Fall des 184T stellte es der Mailänder Luftfahrt-Zulieferer Monofrini her. Die Karosserie wurde in einigen Details überarbeitet. Den Modifikationen lagen Tests im Windkanal von Dallara zugrunde.
Die Aerodynamik des 185T war ungeachtet dessen ähnlich problematisch wie beim Vorgängermodell. Um die thermische Belastung des Motors zu reduzieren, vergrößerten die Ingenieure die in den Seitenkästen untergebrachten Kühler. Daraus resultierten großvolumige, weit nach vorn verlagerte Seitenkästen, die „sich dem Luftstrom entgegenstemmten“. Im Frühjahr veränderten die Euroracing-Ingenieure die Auslassöffnungen für die Kühlluft. Sie wurden weiter nach hinten versetzt und vergrößert. Dadurch ließ sich die Kühlung des Motors verbessern; allerdings behinderte die neue Form der Seitenkästen die Anströmung der Heckflügels, sodass der Abtrieb beeinträchtigt wurde.
Der 185T war schwerer als sein Vorgänger. Sein Gewicht lag zu Saisonbeginn um 45 kg über dem zulässigen Mindestgewicht.

### Motor
Für die Saison 1985 wurde der 890T-Motor erstmals seit seinem Debüt umfangreich überarbeitet. Verantwortlicher Ingenieur war Gianni Tonti, der bei Autodelta die Nachfolge von Carlo Chiti angetreten war, der sich im September 1984 mit dem Betrieb Motori Moderni selbstständig gemacht hatte und 1985 einen Motor für das Minardi-Team bereitstellte. Tonti ersetzte die seit 1983 verwendeten, von einer Alfa-Romeo-Tochter zugelieferten Avio-Turbolader durch Einheiten von KKK, die 1981 schon einmal an den ersten Prototypen des Motors verwendet worden waren, bevor eine unternehmenspolitische Entscheidung zugunsten der Avio-Lader getroffen wurde. Zudem überarbeitete Tonti im Winter 1984/85 die Gemischaufbereitung. Zunächst wurde die mechanische Spica-Einspritzung durch ein Kontrollsystem von Jofa ergänzt, das die verwendete Benzinmenge analog steuerte und eine Senkung des Verbrauchs um 8 bis 10 Prozent bewirkte. Zwei Rennen später, zum Großen Preis von San Marino, erhielten die 890T-Motoren des Alfa-Werksteams eine elektronische Benzineinspritzung von Bosch, die konzeptionell dem von BMW und TAG verwendeten System entsprach, sich aber auf dem Entwicklungsstand vom Sommer 1984 befand. Dank dieser Änderungen konnte der Motor nach Werksangaben im Qualifikationstrimm mit 3,8 und im Rennbetrieb mit 3,0 bar maximalen Ladedruck gefahren werden. Die Leistung des Motors bezifferte Autodelta mit 900 PS im Qualifying und 720 PS in der Rennkonfiguration. Alfa-Fahrer Eddie Cheever hielt dies für übertrieben und ging stattdessen von 850 bzw. 700 PS aus. Dies zugrunde gelegt, fehlten dem Alfa-Motor bis zu 300 PS auf die Turbomotoren von Honda.

### Produktion
Euroracing stellte insgesamt drei Exemplare des 185T her. Das erste Fahrzeug wurde im Februar 1985 auf Alfa Romeos Teststrecke im norditalienischen Balocco der Öffentlichkeit gezeigt, bevor es vier Wochen später einem ersten Funktionstest in Imola unterzogen wurde. Das zweite Auto war erst zum Auftaktrennen in Rio de Janeiro einsatzbereit; ein drittes Fahrzeug erschien zum Großen Preis von San Marino. Ein 185T wurde beim Großen Preis von Kanada durch ein Feuer schwer beschädigt, das ein explodierter Turbolader ausgelöst hatte.

## Renneinsätze

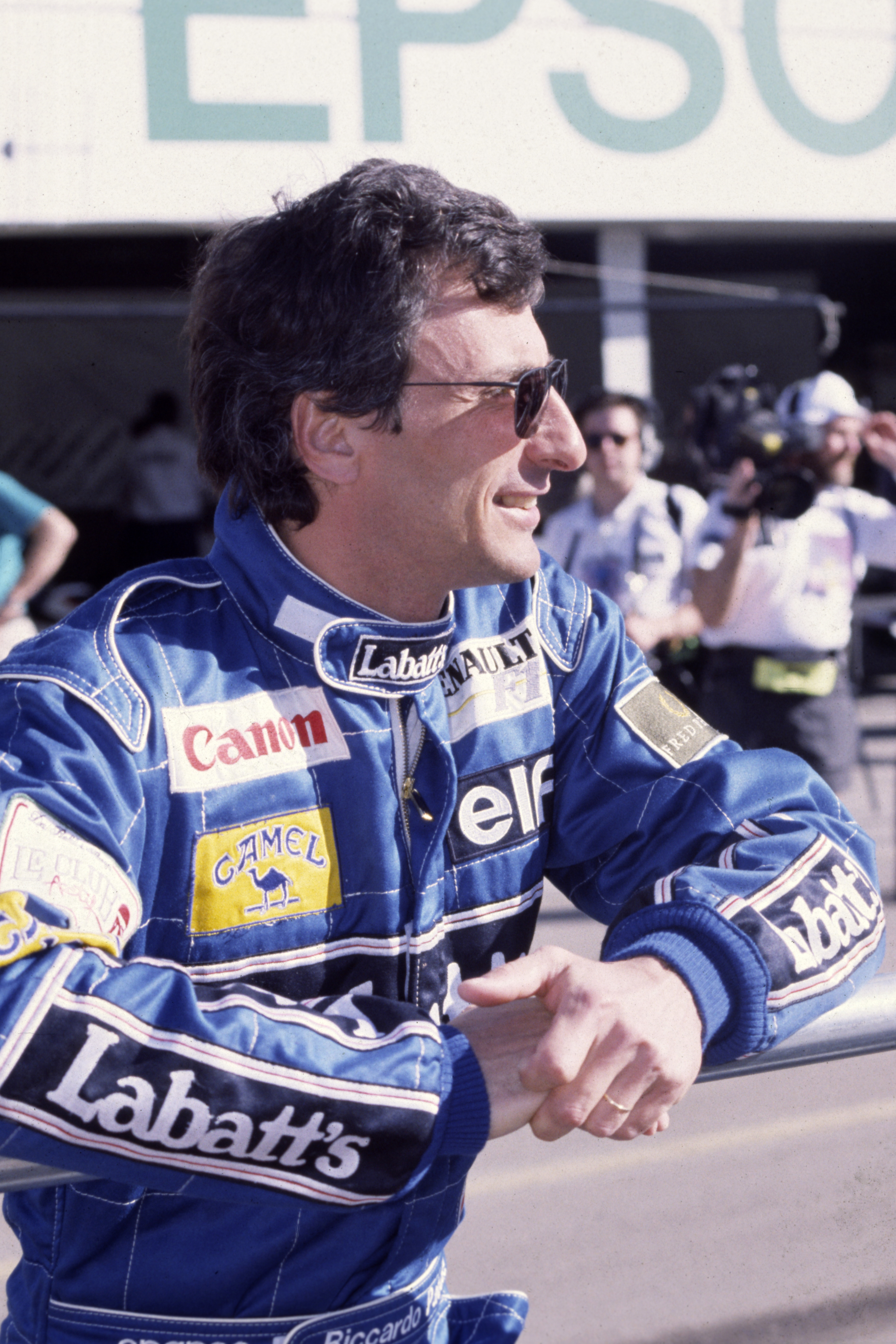
War von dem 185T enttäuscht: Riccardo Patrese

Das Team setzte große Hoffnungen in den 185T; Alfa Romeos Direktion erwartete in der Saison 1985 „mindestens einen Sieg“. Diese Erwartungen erfüllten sich nicht. Riccardo Patrese und Eddie Cheever, die als Fahrer beim Team verblieben waren, qualifizierten sich bis zum Sommer 1985 nahezu ausschließlich für Startplätze im Mittelfeld; eine Ausnahme war der Große Preis von Monaco, bei dem Eddie Cheever von Position vier startete. In den Rennen erwies sich der 185T als leistungsschwach und unzuverlässig: Cheever fiel vier-, Patrese fünfmal aus. Jeder Fahrer kam mit dem 185T nur dreimal ins Ziel, ohne dabei Punkteränge zu erreichen. Neben technischen Defiziten kam es gelegentlich auch zu Fahrfehlern: Beim Großen Preis von Portugal, dem zweiten Saisonrennen, kollidierten Cheever und Patrese nach mehreren Versuchen, sich gegenseitig zu überholen, miteinander, beschädigten ihre Autos und schoben zudem noch den von Nigel Mansell gesteuerten Williams aus dem Rennen.
Nach dem Großen Preis von Frankreich im Juli 1985 gab das Team den 185T auf. Beim folgenden Rennen in Großbritannien erhielt zunächst Cheever eine als Alfa Romeo 184TB bezeichnete Version des letztjährigen Autos, ab dem Großen Preis von Deutschland fuhr auch Patrese den alten Wagen.

## Bewertungen
Gustav Brunner, 1984 bei Euroracing Patreses Renningenieur, kritisierte, dass der 185T „von einem Motorenmann“ ausschließlich nach motorbezogenen Gesichtspunkten konzipiert worden sei. Das Chassis- und Karosseriedesign ordne sich den Bedürfnissen des Motors unter. Das zeige sich unter anderem bei den großen Seitenkästen, die die Aerodynamik des Autos zerstörten.
Riccardo Patrese ging in seiner Kritik weiter. Mit einem Abstand von 15 Jahren bezeichnete er den 185T im Jahr 2000 als das schlechteste Formel-1-Auto, das er jemals gefahren habe.
Eddie Cheever nannte den Wagen im Spätsommer 1985 „eine übergewichtige Missgeburt“, an der Verbesserungsversuche zwecklos seien.

## Weiterverwendung
Alfa Romeo stellte mit Ablauf der Saison 1985 den Formel-1-Betrieb ein. Nicht davon betroffen war die Entwicklung des neuen Vierzylinder-Turbomotors vom Typ Alfa Romeo 415T, der in der Saison 1987 einem unabhängigen Team zur Verfügung gestellt werden sollte. Euroracing testete den Motor im Auftrag von Alfa Romeo im Mai 1986 in einem modifizierten 185T auf der hauseigenen Strecke in Balocco; Fahrer war Alfas Testpilot Giorgio Francia. Im Juli 1986 schloss Alfa Romeo eine Vereinbarung mit der französischen Équipe Ligier, die den Vierzylinder-Turbomotor in der Saison 1987 einsetzen sollte. Ligier konstruierte für das Triebwerk schließlich den Ligier JS29, der im Januar 1987 erstmals mit dem 415T getestet wurde. Kurz vor dem ersten Saisonrennen kam es allerdings zum Bruch zwischen Alfa Romeo und Ligier, der in der Außendarstellung mit abwertenden Äußerungen des Ligier-Piloten René Arnoux über den Alfa-Motor begründet wurde, tatsächlich aber auf eine politische Entscheidung des Fiat-Konzerns zurückzuführen war, der Alfa Romeo 1986 übernommen hatte und neben der ebenfalls zum Konzern gehörenden Scuderia Ferrari kein weiteres Standbein in der Formel 1 benötigte. Alfa Romeo zog den Motor zurück und bot ihn auch keinem anderen Team an. Ligier wechselte daraufhin zu Megatron-Motoren.

## Rennergebnisse
| Saison                          | Nr.                             | 1   | 2   | 3   | 4   | 5  | 6   | 7  | 8 | 9 | 10 | 11 | 12 | 13 | 14 | 15 | 16 | Punkte | Rang |
| ------------------------------- | ------------------------------- | --- | --- | --- | --- | -- | --- | -- | - | - | -- | -- | -- | -- | -- | -- | -- | ------ | ---- |
| Formel-1-Weltmeisterschaft 1985 | Formel-1-Weltmeisterschaft 1985 |     |     |     |     |    |     |    |   |   |    |    |    |    |    |    |    | 0      | –    |
| R. Patrese                      | 22                              | DNF | DNF | DNF | DNF | 10 | DNF | 11 | 9 |   |    |    |    |    |    |    |    | 0      | –    |
| E. Cheever                      | 23                              | DNF | DNF | DNF | DNF | 17 | 9   | 10 |   |   |    |    |    |    |    |    |    | 0      | –    |

| Legende  | Legende            | Legende                                                          |
| Farbe    | Abkürzung          | Bedeutung                                                        |
| -------- | ------------------ | ---------------------------------------------------------------- |
| Gold     | –                  | Sieg                                                             |
| Silber   | –                  | 2. Platz                                                         |
| Bronze   | –                  | 3. Platz                                                         |
| Grün     | –                  | Platzierung in den Punkten                                       |
| Blau     | –                  | Klassifiziert außerhalb der Punkteränge                          |
| Violett  | DNF                | Rennen nicht beendet (did not finish)                            |
| Violett  | NC                 | nicht klassifiziert (not classified)                             |
| Rot      | DNQ                | nicht qualifiziert (did not qualify)                             |
| Rot      | DNPQ               | in Vorqualifikation gescheitert (did not pre-qualify)            |
| Schwarz  | DSQ                | disqualifiziert (disqualified)                                   |
| Weiß     | DNS                | nicht am Start (did not start)                                   |
| Weiß     | WD                 | zurückgezogen (withdrawn)                                        |
| Hellblau | PO                 | nur am Training teilgenommen (practiced only)                    |
| Hellblau | TD                 | Freitags-Testfahrer (test driver)                                |
| ohne     | DNP                | nicht am Training teilgenommen (did not practice)                |
| ohne     | INJ                | verletzt oder krank (injured)                                    |
| ohne     | EX                 | ausgeschlossen (excluded)                                        |
| ohne     | DNA                | nicht erschienen (did not arrive)                                |
| ohne     | C                  | Rennen abgesagt (cancelled)                                      |
| ohne     | keine WM-Teilnahme |                                                                  |
| sonstige | P/fett             | Pole-Position                                                    |
| sonstige | 1/2/3/4/5/6/7/8    | Punktplatzierung im Sprint-/Qualifikationsrennen                 |
| sonstige | SR/kursiv          | Schnellste Rennrunde                                             |
| sonstige | *                  | nicht im Ziel, aufgrund der zurückgelegten Distanz aber gewertet |
| sonstige | ()                 | Streichresultate                                                 |
| sonstige | unterstrichen      | Führender in der Gesamtwertung                                   |